# Alshat
Alshat (nu Capricorni) is een ster in het sterrenbeeld Steenbok (Capricornus). De afstand van Alshat is 268 lichtjaar.

## NGC 6897 en NGC 6898
Vanaf de aarde gezien bevinden zich een halve graad ten noordnoordoosten van de ster Alshat de sterrenstelsels NGC 6897 en NGC 6898. Amateurastronomen kunnen Alshat aanwenden als gidsster om op zoek te gaan naar beide sterrenstelsels.